# Antispastis
Antispastis is een geslacht van vlinders van de familie koolmotten (Plutellidae).

## Soorten
- A. clarkei Pastrana, 1952
- A. xylophragma Meyrick, 1926